# Didurs
Els didurs (en llatí: diduri, en grec antic: δίδουροι) eren un poble nòmada de l'interior de la Sarmàcia asiàtica (segons Plini el Vell) a l'oest dels alondes. Ptolemeu els situa a la Ibèria asiàtica.